# Festival du film de Glasgow
Le Festival du film de Glasgow (Glasgow Film Festival) est un festival de cinéma se déroulant chaque année dans la ville de Glasgow en Écosse. Il a été créé en 2005.
L'année de sa création, il a accueilli moins de 5 000 participants, mais en 2013, il était déjà devenu un festival important réunissant 40 000 participants.
La récompense principale du festival est le Prix du public, sponsorisé par MUBI.